# Quân Cảng
Quân Cảng (hay gọi là Cảng Quân sự) là khu vực bờ biển, sông, hồ được xây dựng công trình và có thiết bị cần thiết phục vụ cho tàu, thuyền trú đậu, xếp dỡ hàng hóa, sửa chữa, bảo đảm hậu cần và vận tải sông, biển do quân đội quản lý.

## Đặc điểm
Quân Cảng bao gồm hệ thống các công trình quân sự gồmː
- Sở chỉ huy và các trung tâm chỉ huy
- Các vùng nước để các tàu hải quân neo đậu
- Các khu vực chứa, cung cấp và vận chuyển nhiên liệu
- Các nhà kho chứa đạn dược
- Các đầu mối trung tâm liên lạc nhằm bảo đảm thông tin liên lạc giữa các tàu chiến trên mặt nước, các tàu ngầm và lực lượng không quân của hải quân với nhau trong một vùng không gian biển (mặt nước) lân cận
- Các trạm rađa (gồm rađa cảnh giới và rađa dẫn đường) để quan sát mặt biển hoặc dẫn đường cho các tàu mặt nước, tàu ngầm và máy bay đang hoạt động trong vùng lân cận với vùng Quân Cảng
- Hệ thống cấp điện, cấp nước
- Các kho vật tư kỹ thuật; trạm khí tượng thủy văn
- Trung tâm phát thanh - truyền hình
- Trạm thông tin bờ; trạm khử từ
- Các lực lượng và phương tiện phòng thủ (các đơn vị và bộ phận của lực lượng bờ biển; lực lượng bảo vệ vùng nước của Quân Cảng; các trạm quan sát, thông báo và liên lạc)
- Các trạm sửa chữa tàu
- Các phân xưởng sửa chữa vũ khí và các phương tiện kỹ thuật quân sự khác
- Các phương tiện chỉ luồng (hệ thống đèn biển, phao tiêu và biển chỉ luồng, các dấu hiệu cảnh báo...)
- Các khu nhà ở của sĩ quan, binh lính
- Các thao trường, bãi tập, nơi thực hành
- Các trung tâm huấn luyện cán bộ, chiến sĩ của lực lượng hải quân.

## Quân Cảng đặc biệt
Một số Quân Cảng dùng để đồn trú các tàu ngầm hạt nhân mang tên lửa đạn đạo, với hàng trăm các hạng mục công trình chuyên dụng. Trong đó, có nhiều hạng mục công trình quan trọng, như: hệ thống các công trình thủy; hệ thống neo đậu, sửa chữa, bảo dưỡng, bao gồm các bến tàu, ụ cạn (ụ khô), trạm sữa chữa kỹ thuật, khu nhà làm việc của bộ phận hành chính, kỹ thuật; bến cảng chuyên dụng dành cho việc xếp tên lửa vào các hầm phóng của tàu ngầm, lắp đặt và tháo dỡ ngư lôi, lượng tên lửa dự trữ; các trung tâm thực hành dành cho việc chuẩn bị và hành quân luyện tập của kíp chiến đấu của tàu ngầm; nguồn dự trữ ngư lôi; trạm bảo đảm cung cấp điện (năng lượng) khi có sự cố; các trạm phòng cháy, chữa cháy và nhiều công trình chức năng khác. Tất cả các Quân Cảng đều có hệ thống giao thông và hệ thống thông tin liên lạc, một số Quân Cảng đặc biệt lớn còn có các sân bay quân sự.
Ngoài ra, Quân Cảng cũng có thể là một khu vực quân sự chiến lược hợp thành không thuần nhất của lực lượng hải quân với nhiệm vụ tạo ra các điều kiện tác chiến chiến lược thuận lợi trong vùng hoạt động, bảo đảm cho việc triển khai các lực lượng hải quân cũng như việc thu quân về địa điểm đóng quân nhằm hồi phục khả năng chiến đấu của các lực lượng đó cũng như bảo đảm cho các hoạt động vận tải biển và tổ chức đóng quân cho các lực lượng hải quân.
Quân Cảng có thể bao gồm các lữ đoàn (hoặc sư đoàn), tàu quét lôi, tàu bảo vệ vùng nước, các đơn vị của lực lượng bờ biển, đơn vị hoặc phân đội của các lực lượng đặc công (lực lượng đặc biệt tinh nhuệ) và cả các đơn vị, cơ quan hậu phương.

## Phân loại

### Theo nhiệm vụ và trang bị chính
- Quân Cảng chủ lực (chính)
- Quân Cảng cơ động
- Quân Cảng tác chiến
- Quân Cảng tiền tuyến
- Quân Cảng hậu phương.

### Đặc điểm các loại Quân Cảng
- Quân Cảng chủ lực là Quân Cảng thường trực, cố định mà tại đó đồn trú các lực lượng chính của lực lượng hải quân, thường có Bộ Tư lệnh và các cơ quan lãnh đạo quan trọng khác của hải quân.
- Quân Cảng cơ động (không thường trực) là Quân Cảng không cố định, mang tính tạm thời, được xây dựng trong thời gian diễn ra các hoạt động tác chiến tại các khu vực xa và rất xa để tập trung lực lượng nhằm giải quyết các vấn đề (trận chiến) xác định.
- Quân Cảng tác chiến được xây dựng ở vị trí thuận lợi mà các hải đoàn có thể dựa vào để thực hiện các nhiệm vụ chiến đấu của mình trong tác chiến.
- Quân Cảng tiền tuyến được xây dựng ở phía trước trong vùng diễn ra các hoạt động tác chiến của lực lượng hải quân; tại một hải cảng hay vùng vịnh và được trang bị các phương tiện kỹ thuật tạm thời hay cố định để bảo đảm cho việc đóng quân của các lực lượng hải quân hoạt động trong vùng Quân Cảng đó.
- Quân Cảng hậu phương được xây dựng cố định, có nhiệm vụ bảo đảm mọi loại vật tư kỹ thuật, sửa chữa (hoặc nâng cấp) lớn và vừa các loại tàu chiến, nơi nghỉ ngơi, sinh hoạt của cán bộ, chiến sĩ. Quân Cảng hậu phương có khu neo đậu tàu thuyền phát triển, trạm sửa chữa tàu, nhà kho, khu dự trữ, cơ sở hành chính hậu phương và các cơ quan khác.

## Quân Cảng ở Việt Nam

### Quân cảng Cam Ranh
Quân Cảng lớn nhất của lực lượng Hải quân Việt Nam là Quân Cảng Cam Ranh, tại vịnh Cam Ranh, tỉnh Khánh Hòa, được Pháp xây dựng năm 1935. Năm 1940, phát xít Nhật đánh chiếm Cam Ranh, làm bàn đạp tiến đánh Malaysia và các đảo thuộc địa của Hà Lan (nay là Indonesia). Sau Chiến tranh thế giới lần 2, Pháp trở lại và tiếp tục sử dụng Quân Cảng Cam Ranh. Sau 1954, Mỹ đã đầu tư xây dựng Cam Ranh trở thành một căn cứ quân sự khổng lồ. Trong Tổng tiến công và nổi dậy Xuân 1975, hầu hết các bến neo tàu, đường giao thông, sân bay, hệ thống đường dây tải điện... tại Cam Ranh bị phá hủy. Từ năm 1979, theo hiệp định giữa Chính phủ Việt Nam và Chính phủ Liên bang Xô viết, Cam Ranh được Liên Xô và sau này là Liên bang Nga (từ năm 1991) trực tiếp khai thác, sử dụng làm Trạm cung ứng vật tư kỹ thuật 922 của hạm đội Thái Bình Dương (Hải quân Liên bang Nga). Trong thời gian này, Quân Cảng Cam Ranh đã khôi phục và xây dựng thêm hàng loạt công trình quân sự. Năm 2002, Quân Cảng Cam Ranh được Việt Nam trực tiếp khai thác, sử dụng.